# Shahrestān di Marivan
Lo shahrestān di Marivan (farsi شهرستان مریوان) è uno dei 10 shahrestān della Provincia del Kurdistan, il capoluogo è Marivan. Lo shahrestān è suddiviso in 2 circoscrizioni (bakhsh): 
- Centrale (بخش مرکزی)
- Sarshivu (بخش سرشیو)